# Гродно (Влоцлавский повет)
Гро́дно — деревня в гмине Барухово Влоцлавского повета Куявско-Поморского воеводства в центральной части севера Польши.